# ألاموسا (كولورادو)
ألاموسا (بالإنجليزية: Alamosa, Colorado)‏ هي مدينة تقع في مقاطعة ألاموسا – مقر المقاطعة بولاية كولورادو في الولايات المتحدة. تأسست عام -7913، تبلغ مساحتها 14.3 (كم²)، وترتفع عن سطح البحر 2299 م، بلغ عدد سكانها 8780 نسمة في عام 2010 حسب إحصاء مكتب تعداد الولايات المتحدة وتصل الكثافة السكانية فيها 628.9 نسمة/كم2.

## أعلام
- جون سالازار
- غرانت جيمس
- إدوارد إل. روميرو
- ميخائيل جونسون
- جيم هايندمان
- روس جيمس
- بيلي آدامز